# Лилијан Шовен
Лилијан Шовен (фр. Lilyan Chauvin; 6. август 1925, Париз —  26. јун 2008, Лос Анђелес) била је француско-америчка глумица, водитељка, режисерка и професорка глуме. 
У каријери дугој 57 година имала је преко 140 улога у филмовима и серијама из различитих жанрова. Позната је по улогама у хорор филмским серијалима: Тиха ноћ, смртоносна ноћ, Предатор 2, Универзални војник и Бундевоглави. Осим тога, позната је и по сарадњи са Стивеном Спилбергом на филму Ухвати ме ако можеш (2002).
Тумачила је епизодне улоге у многобројним популарним телевизијским серијама, као што су: Пријатељи, Немогућа мисија, Ургентни центар, Досије икс, Место злочина: Лас Вегас и Ружна Бети. За улогу у научнофантастичној серији Звездане стазе: Дубоки свемир 9 била је номинована за ОФТА награду.

## Приватни живот
Шовен је рођена у Паризу и девојачко презиме јој је било Земоз. Њена мајка, Емилија Спелтијенс, била је Францускиња, а отац, Пјер Земоз, Италијан.
Завршила је школу глуме Жан Луј Баро у Паризу.
Била је удата за Бернарда Шовена, од кога се развела 1953. Међутим, задржала је његово презиме током читаве каријере. Успешно се борила са раком дојке више од четири деценије.
Преминула је у свом дому, у Лос Анђелесу, 26. јуна 2008, у 82. години живота. Узрок смрти био је затајење срца, изазвано компликацијама од рака дојке.

## Каријера
Каријеру је започела 1950. гостујућим улогама у телевизијским серијама и мањим улогама у филмовима. Појавила се у ТВ серији Алфреда Хичкока, као и у Немогућој мисији.
Једна од најупечатљивијих улога јој је игуманија у хорор филму Тиха ноћ, смртоносна ноћ из 1984. Многи редитељи су је након тога звали да тумачи строге и ауторитативне ликове јер су схватили да јој одлично леже.
За Шовен је најзначајнија сарадња са Стивеном Спилбергом пред крај своје каријере. Појавила се у његовом филму Ухвати ме ако можеш из 2002, са Леонардом Дикаприом у главној улози.

## Филмографија

### Филмови
| Улоге Лилијан Шовен у филмовима |                                                 |               |                             |                           |
| Година                          | Српски назив                                    | Изворни назив | Улога                       | Напомена                  |
| 1957.                           | Десет хиљада спаваћих соба                      |               | репортерка                  |                           |
| 1957.                           | Свилене чарапе                                  |               | Соња                        |                           |
| 1957.                           | Лес девојке                                     |               | играчица                    |                           |
| 1958.                           | Креолски краљ                                   |               | Кетрин                      |                           |
| 1959.                           | Олупина брода Мери Дир                          |               | опатица                     |                           |
| 1960.                           | На северу Аљаске                                |               | Џени Ламонт                 |                           |
| 1962.                           | Две недеље у другом граду                       |               | девојка у бару              |                           |
| 1965.                           | Голицај ме                                      |               | Рони                        |                           |
| 1968.                           | Твоји, моји, наши                               |               | француска глумица           |                           |
| 1971.                           | Мефистов валцер                                 |               | списатељица                 |                           |
| 1975.                           | Смешна дама                                     |               | Мадемоизел                  |                           |
| 1977.                           | Друга страна поноћи                             |               | госпођа Пејџ                |                           |
| 1978.                           | Дете од стакла                                  |               | мадам Думајне               |                           |
| 1980.                           | Редов Бенџамин                                  |               | госпођа Тремонт             |                           |
| 1984.                           | Тиха ноћ, смртоносна ноћ                        |               | Игуманија (Мајка Супериор)  |                           |
| 1987.                           | Рођени на истоку Лос Анђелеса                   |               | медицинска сестра Џонсон    |                           |
| 1987.                           | Право на смрт                                   |               | Рејлен                      | телевизијски филм         |
| 1987.                           | Тиха ноћ, смртоносна ноћ 2                      |               | Игуманија (Мајка Супериор)  | архивски снимци           |
| 1989.                           | Слушајте ме                                     |               | професорка француског       |                           |
| 1990.                           | Град анђела                                     |               | наставница француског       |                           |
| 1990.                           | Лош утицај                                      |               | власница уметничке галерије |                           |
| 1990.                           | Предатор 2                                      |               | Ајрин Едвардс               |                           |
| 1992.                           | Универзални војник                              |               | госпођа Џон Деврекс         |                           |
| 1994.                           | Бундевоглави 2: Крвава крила                    |               | госпођа Ози                 |                           |
| 1996.                           | Рокфордови списи                                |               | Ивона Коблетс               |                           |
| 2001.                           | Човек који није био ту                          |               | медијум                     |                           |
| 2002.                           | Ухвати ме ако можеш                             |               | госпођа Лавалијер           |                           |
| 2006.                           | Распадање на делове: Успон и пад слешер филмова |               | саму себе / Мајка Супериор  | документарац              |
| 2011.                           | Прослеђивање                                    |               | Ребека Најберт              | постхумно, последња улога |

### Серије
| Улоге Лилијан Шовен у серијама |                                 |               |                               |                                        |
| Година                         | Српски назив                    | Изворни назив | Улога                         | Напомена                               |
| 1950.                          | Крафтов телевизијски театар     |               | путница                       | епизода Кели                           |
| 1957.                          | Авантуре Супермена              |               | Ана Константин                | епизода Опасност у Паризу              |
| 1958.                          | Алфред Хичкок представља        |               | Сибил Деламонт                | епизода Повратак хероја                |
| 1958.                          | Маверик                         |               | Сидни Су „Френчи” Шипли       | епизода Висока карта                   |
| 1962.                          | Авантуре у рају                 |               | Форидита                      | епизода Бебиситерке                    |
| 1965.                          | Шифра U.N.C.L.E.                |               | мадам Клаудил                 | епизода Афера са шилингом из Хонгконга |
| 1965.                          | Пери Мансон                     |               | фрау Цимер                    | епизода Случај фраулајн                |
| 1967.                          | Немогућа мисија                 |               | госпођа Берух                 | епизода Слаткиши                       |
| 1972.                          | ФБИ                             |               |                               | епизода Ловци                          |
| 1982.                          | Магнум                          |               | Марија, сицилијанска куварица | 2 епизоде                              |
| 1982.                          | Харт Харту                      |               | Мејд                          |                                        |
| 1992.                          | Чувари плаже                    |               | др Лестер                     | епизода Зуби ајкула                    |
| 1994.                          | Убиство, написала је            |               | диспечер                      | епизода Убиство у Амстердаму           |
| 1996.                          | Досије икс                      |               | Голда                         | епизода Калузари                       |
| 1997.                          | Звездане стазе: Дубоки свемир 9 |               | Ведек Јасим                   |                                        |
| 1999.                          | Пријатељи                       |               | бака Трибијани                |                                        |
| 2000.                          | Фрејжер                         |               | мама                          | епизода Три лица Фрејжера              |
| 2002.                          | Алијас                          |               | сењора Вентути                | епизода Пророчанство                   |
| 2003.                          | Ургентни центар                 |               | медицинска сестра Една        | епизода Драги Аби                      |
| 2006.                          | Место злочина: Лас Вегас        |               | госпођа Алојна Ивановна       | епизода Локо мотиви                    |
| 2007.                          | Ружна Бети                      |               | Изабела                       |                                        |